# Kriszta Székely
Dans le nom hongrois Székely Kriszta, le nom de famille précède le prénom, mais cet article utilise l’ordre habituel en français Kriszta Székely, où le prénom précède le nom.
Kriszta Székely (née le 27 décembre 1982 à Budapest) est une metteuse en scène hongroise. Artiste polyvalente, elle travaille sur les scènes théâtrales et musicales.

## Biographie

### De la danse au théâtre
« J'ai été élevée comme une ballerine, [...] une incarnation traditionnelle de la féminité. Elle est aérienne, gracieuse, légère et silencieuse. Je ne connaissais aucun autre monde. Aujourd'hui encore, quand je repense à mon enfance, c'est celui-ci qui me vient à l'esprit. Transpirante, affamée, essayant désespérément d'être aussi aérienne et élégante qu'un cygne ».

— Kriszta Székely sur son rapport à la danse et à son enfance.
Kriszta Székely intègre l'Académie hongroise de danse dès l'âge de huit ans. Elle exerce le ballet jusqu'à ses dix-huit ans, âge où elle décide de mettre un terme à sa carrière de danseuse. À cette époque, elle prend pleinement conscience de son orientation sexuelle et souligne que sa « vie a commencé avec [son] coming out ». L'acceptation de sa sexualité et le rejet du ballet signent le début de son émancipation.
Après avoir quitté la danse, elle vit deux ans au Laos, puis en Chine. De retour en Hongrie, elle étudie les sciences sociales à l'Université ELTE. Entre 2006 et 2009, elle œuvre en tant qu'assistante de création au RTL Klub.
De 2010 à 2015, elle étudie la mise en scène à l'Université d'art dramatique et cinématographique de Budapest.
En 2014, alors encore étudiante, elle met en scène Oh les beaux jours de Samuel Beckett au Théâtre József-Katona. A sa demande, l'écrivain György Dragoman propose une traduction inédite du texte. La pièce compte parmi les œuvres favorites de Székely et comporte également sa réplique préférée (« Mindig az voltam, ami vagyok és annyit változtam ahhoz  képest, ami voltam ! / Avoir toujours été celle que je suis et être si différente de celle que j'étais ! »). Cette mouture est bien reçue par les critiques, lesquelles affirment que « Kriszta Székely [...] dévoile cette absurdité beckettienne en deux actes, comme une étoffe profondément tissée par l'amour humain ».
A partir de 2015, elle est membre de la compagnie théâtrale Katona József. 
Entre 2015 et 2022, elle est présidente de l'Association des directeurs de théâtre hongrois.

### Une metteuse en scène polyvalente
« L'un des plus beaux atouts [de ce métier] est son caractère éphémère. Il n'y a pas deux représentations identiques, et même filmées, elles ne parviendraient pas à capturer l'instant présent tel que nous le ressentons, assis parmi les spectateurs. Quelque chose naît soudainement, entre 19 et 22 heures, et puis c'est comme si rien ne s'était passé. Comme un mandala de sable. C'est un travail colossal, réalisé par de nombreuses personnes, qui n'existe que dans le présent ».

— Kriszta Székely sur son rapport à la mise en scène.
Courant 2017, ses mises en scène de Une maison de poupée d'Henrik Ibsen et du Cercle de craie caucasien de Bertolt Brecht lui permettent de décrocher de nombreux prix et renforcent sa notoriété.
Dès 2017, elle enseigne à l'Université d'art dramatique et cinématographique.
2018 marque une nouvelle consécration pour Kriszta Székely qui remporte le prix de Meilleure mise en scène pour Patonov, joué au Théâtre József Katona.

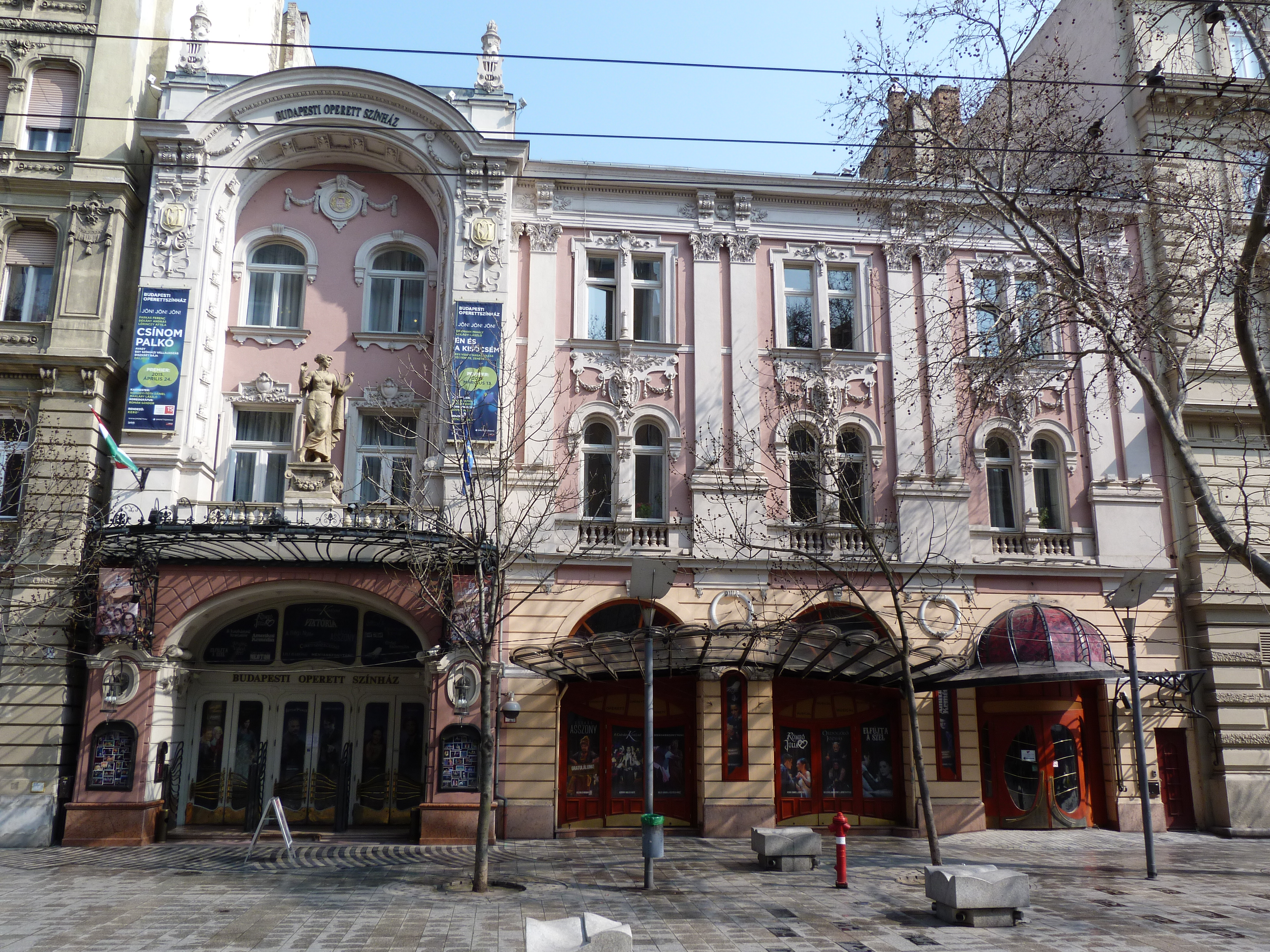
2018 témoigne d'une collaboration fructueuse entre Kriszta Székely et le Budapesti Operettszínház.

Cette même année, en février 2018, elle met en scène pour le Budapesti Operettszínház une version remarquée du Barbe-Bleue de Jacques Offenbach : l'intrigue y est transposée dans le monde de l'entreprise, où la Barbe Bleue est un redoutable PDG exerçant sa tyrannie sur l'ensemble de ses subordonnés... Jusqu'à ce que Boulotte, une femme de ménage, s'oppose vertement à lui. Elle y dirige notamment les ténors Gergely Boncsér / Zsolt Vadász dans le rôle principal, Barbara Bordás / Lusine Sahakyan en Boulotte et Attila Dolhai / Tamás Veréb en Saphir.
Quelques mois plus tard, en septembre 2018, elle collabore à nouveau avec le Budapesti Operettszínház, Attila Dolhai et Tamás Veréb sur István, a király, l'opéra-rock inspiré par la vie d'István Ier de Hongrie. Pour la première fois, ce spectacle, très réputé auprès de la population hongroise, est mis en scène par une femme. Pour incarner le personnage de Koppány, le cousin et rival du jeune roi, elle impose Dolhai dans un rôle à contre-emploi : « Ma toute première intuition, la plus forte et peut-être la plus radicale, était liée à Koppány : je voulais un artiste qui ait un impact durable dans de nombreux genres ». Cette mouture est un succès qui se joue à plusieurs reprises depuis sa première.
Elle quitte son poste d'enseignante à l'Université d'art dramatique et cinématographique en 2020 afin de se consacrer à d'autres projets professionnels. 

### Une artiste de premier plan en Europe

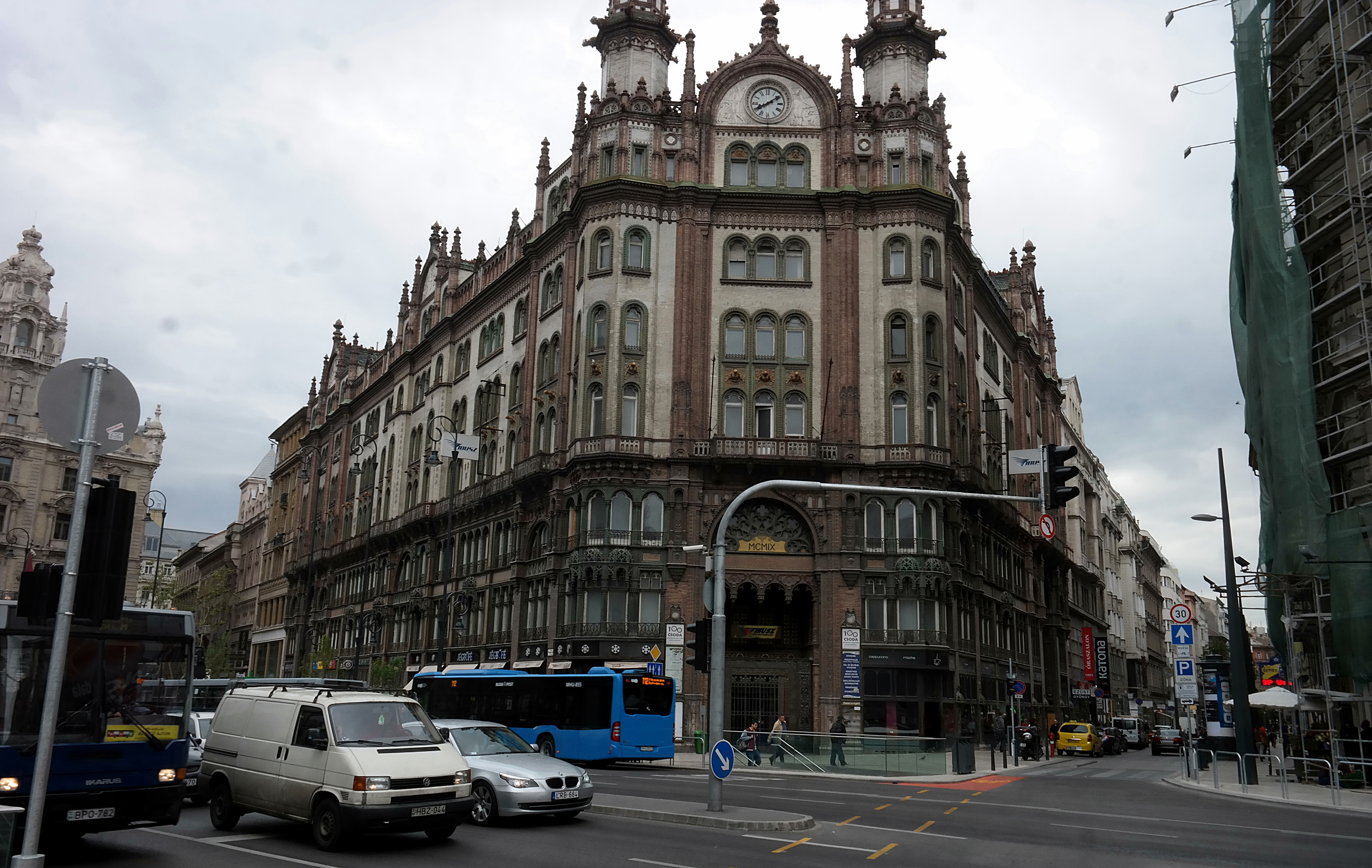
La place Ferenciek tere : à droite se trouve le Théâtre József-Katona dont Kriszta Székely est la directrice depuis 2026.

2022 est une année charnière. Kriszta Székely devient artiste résidente au Teatro stabile de Turin et enseigne à l'Académie d'interprétation du Teatro. Cette même année, elle intègre le Conseil artistique du Théâtre József-Katona. Elle s'illustre en tant que membre du conseil d'administration de la Fondation pour les droits de l'enfant Hintalovon. En outre, elle devient l'une des artistes récurrentes du Landestheater Niederöstereich, une compagnie autrichienne pour laquelle elle met en scène Les Trois sœurs et Les Physiciens.
Elle décroche également le prix Városmajori Szemle de la Meilleure mise en scène pour La Mouette.
Lors de la remise de prix Vastaps 2023/2024, la pièce EMBTRAG remporte deux récompenses : celle de la Meilleure mise en scène pour Kriszta Székely et celle de la Meilleure actrice pour Anna Pálmai.
À partir de 2024, elle occupe le poste de vice-présidente au sein du réseau de théâtre européen Mitos21.
À compter de février 2026, elle prend la charge de directrice au Théâtre József-Katona.

## Engagements
« Je ne peux pas croire qu'il n'y ait pas de bonté dans ce pays ; que la cupidité, l'escroquerie et les complots soient devenus les principes directeurs de la Hongrie. [...] Hongrois, réveillez-vous ! Que l'intelligence et le cœur s'éveillent dans notre petit bassin des Carpates. Soutenons-nous les uns les autres et repartons ! Avançons ensemble sur la voie d'une société intelligente et généreuse, une société fière de la diversité de ses citoyens ».

— Extrait du discours de Kriszta Székely lors de la Budapest Pride en 2017.
Kriszta Székely s'est élevée à plusieurs reprises contre les mesures homophobes du gouvernement hongrois. Son discours à l'ouverture de la Budapest Pride en 2017 est largement relayé par la presse locale.
À deux reprises, en 2018 et 2019, le magazine Forbes la cite parmi les personnalités hongroises les plus influentes et les plus courageuses.
Elle dénonce à nouveau l'homophobie de la loi sur la « protection de l'enfance » en 2021.
Elle participe à la Budapest Pride de 2025 aux côtés de sa compagne Adél Jordán.

## Vie privée
Sa mère, la Docteure Erika Borbényi, est oncologue et l'une des pionnières de la Fondation hongroise des hospices.
Depuis 2021, Kriszta Székely fréquente l'actrice Adél Jordán.

## Principales mises en scène
La liste ci-dessous recense les principales mises en scène signées par Kriszta Székely, en ordre alphabétique.
- A tisztességtudó utcalány, Kamilló Lendvay
- A vörös tehén (co-réalisatrice), Iván Fischer
- Asszony a fronton, Polcz Alaine
- Barbe-Bleue, Jacques Offenbach
- Chicago, Bob Fosse
- Dom Juan ou le festin de Pierre, Molière
- EMBTRAG, József Katona
- Essai ouvert, Ferdinand von Schirach
- Harper Regan, Simon Stephens
- Hedda Gabler, Henrik Ibsen
- István, a király, János Bródy, Miklós Boldizsár
- Ithaque (d'après L'Odyssée), Homère
- Krúdy Gyula éjszakái, Zoltán Fráter
- L'incoronazione di Poppea, Claudio Monteverdi
- La Mouette, Anton Tchekhov
- La Princesse jaune, Camille Saint-Saëns
- Le Cercle de craie caucasien, Bertolt Brecht
- Les Contes d'Hoffmann, Jacques Offenbach
- Les Larmes amères de Petra von Kant
- Les Physiciens, Friedrich Dürrenmatt
- Les Trois sœurs, Anton Tchekhov
- Mágnás Miska, Albert Szirmai
- Oh les beaux jours, Samuel Beckett
- Oncle Vania, Anton Tchekhov
- Othello, William Shakespeare
- Petra von Kant, Rainer Werner Fassbinder
- Platonov, Anton Tchekhov
- Qui a peur de Virginia Woolf ?, Edward Albee
- Richard III, William Shakespeare
- Un ennemi du peuple, Henrik Ibsen
- Une maison de poupée, Henrik Ibsen

## Récompenses
- POSZT 2017 : Meilleure mise en scène : Une maison de poupée
- Prix de la critique de cinéma hongroise 2017 : Meilleure mise en scène : Le Cercle de craie caucasien
- Prix de la critique de cinéma hongroise 2017 : Révélation la plus prometteuse[28]
- Prix Vastaps 2017 - Meilleure mise en scène : Une maison de poupée, Le Cercle de craie caucasien
- POSZT 2018 : Meilleure mise en scène : Le Cercle de craie caucasien[28]
- Prix de la critique de cinéma hongroise 2018 : Meilleure mise en scène pour Patonov
- Városmajori Szemle : Meilleure mise en scène pour La Mouette
- Prix Vastaps: Meilleure mise en scène pour EMBTRAG